# Etram Air Wing
Etram Air Wing is een Angolese luchtvaartmaatschappij met haar thuisbasis in Luanda.

## Geschiedenis
Etram Air Wing is opgericht in 2003.

## Vloot
De vloot van Etram Air Wing bestaat uit:(juli 2016)
- 1 Douglas DC-8